# Uchqoʻrgʻon
Uchqoʻrgʻon (kyrillisch Учқўрғон, russisch Учкурган Utschkurgan) ist eine kreisfreie Stadt und zudem Hauptort des gleichnamigen Bezirkes im usbekischen Teil des Ferghanatales in der Viloyat Namangan.
Die Bevölkerung betrug im Jahr 2004 33.100 Einwohner. Uchqoʻrgʻon liegt am Südufer des Naryn im äußersten Nordosten des Ferghanatales. Östlich erheben sich die Berge des Ferghanagebirges.
Die Erhebung Uchqoʻrgʻon zu einer Stadt erfolgte im Jahr 1969.
Uchqoʻrgʻon ist ein Eisenbahnknotenpunkt. Von wirtschaftlicher Bedeutung sind Baumwollentkörnung und die Gewinnung von Pflanzenöl.
Uchqoʻrgʻon liegt an der Grenze zu Kirgisistan. 10 km nordöstlich der Stadt in Kirgisistan befindet sich die Utschkorgon-Talsperre am Naryn. Bei Uchqoʻrgʻon wird ein Teil des Flusswassers in den Nördlichen und in den Großen Ferghanakanal abgeleitet.